# Michael Spavor
Michael Peter Todd Spavor es un consultor canadiense que ha trabajado extensamente en Corea del Norte. Es director de Paektu Cultural Exchange, una organización que promueve la inversión y el turismo en Corea del Norte.
En diciembre de 2018, mientras vivía y trabajaba en Dandong, en el lado chino de la frontera entre China y Corea del Norte, Spavor fue detenido por funcionarios chinos. Su arresto se interpreta ampliamente como una represalia por el arresto de la ejecutiva de Huawei, Meng Wanzhou, en Canadá. El 10 de agosto de 2021, un tribunal chino condenó a Spavor a 11 años de prisión.

## Biografía
Michael Spavor nació en Calgary, Alberta. Tiene un título de la Universidad de Calgary en relaciones internacionales, con especialización en la península de Corea y en estudios de Asia Oriental, y ha estudiado Comercio Internacional y Ciencias Políticas en la Universidad Nacional de Kangwon en Corea del Sur. Spavor habla con fluidez coreano, incluido el dialecto norcoreano, y francés.
Los lazos de Spavor con Corea del Norte se remontan al menos a 2001, cuando visitó el país por primera vez. En 2005, se convirtió en director gerente de una ONG con sede en Vancouver y pasó seis meses trabajando como profesor en una escuela afiliada en Pionyang. Ese mismo año, conoció al desertor estadounidense James Joseph Dresnok en la capital norcoreana. Spavor es amigo de Kenji Fujimoto, el exchef de sushi japonés de Kim Jong-il, a quien conoció en Japón en 2016.
En Corea del Sur, Spavor asistió a la Universidad Nacional de Kangwon y trabajó para la Organización de Turismo de Corea y la Organización de Turismo de Seúl. También fue miembro del consejo de la rama coreana de la Real Sociedad Asiática desde 2010 hasta 2013, dando conferencias y liderando excursiones culturales. Ganó atención por restaurar y vivir en un hanok en Bugahyeon-dong en el oeste de Seúl, y apareció en un video musical para el grupo de K-pop S.E.S.
Entre 2010 y 2013, Spavor trabajó para Pyongyang Project, una organización canadiense sin fines de lucro que organizó intercambios educativos en norcoreanos y que proporcionó becas para estudiantes norcoreanos en el extranjero, y en 2015 fundó Paektu Cultural Exchange.
Spavor tiene fuertes lazos personales con el líder norcoreano Kim Jong-un. En septiembre de 2013, Spavor facilitó la segunda visita de Dennis Rodman a Corea del Norte y se convirtió en uno de los pocos occidentales que conoció a Kim mientras estaba en la ciudad de Wonsan. Spavor luego organizó la visita de Rodman en 2014. Spavor ha estado involucrado en el desarrollo financiero de Wonsan, que es una alta prioridad para Kim Jong-un, quien ha invertido al menos $ 150 millones en dicha ciudad.

### Paektu Cultural Exchange
En enero de 2016, Spavor y Paektu Cultural Exchange solicitaron una Orden de Pago Europea contra la empresa de apuestas Paddy Power por no cumplir con sus obligaciones contractuales después de retirar el patrocinio de un evento de baloncesto a celebrarse en Corea del Norte.
En marzo de 2016, Spavor organizó la Exposición Internacional de Hockey sobre Hielo de la Amistad de Pyongyang (PIFIHE), que atrajo a unos 20 jugadores de hockey extranjeros a Corea del Norte, incluidos dos residentes canadienses de Corea del Sur, para una serie de juegos y otros talleres.
En 2017, durante un partido de clasificación entre los equipos femeninos de hockey sobre hielo de Corea del Norte y Corea del Sur para los Juegos Olímpicos de Invierno de 2018, Spavor fue agredido por funcionarios de seguridad de Corea del Sur cuando intentaba mostrar la bandera de Corea del Norte.
Fuera de los intercambios deportivos, Spavor también jugó un papel en la restauración del Pabellón Ryongwang en Pionyang, y pasó cuatro años en el proyecto junto con el Fondo Príncipe Claus y la Administración Nacional de Corea del Norte para la Protección del Patrimonio Cultural.
Spavor es a menudo consultado por analistas y periodistas para obtener información sobre Corea del Norte. Sin embargo, se ha mostrado reacio a comentar sobre política y derechos humanos en Corea del Norte.

### Detención en China
En diciembre de 2018, China detuvo a Spavor y Michael Kovrig, otro ciudadano canadiense, acusados de poner en peligro la seguridad del Estado. Los arrestos se produjeron poco después de que Canadá arrestara a Meng Wanzhou, directora financiera de Huawei, en lo que se está convirtiendo en una creciente disputa diplomática entre los dos países.
Según los informes, Spavor y Kovrig están recluidos en aislamiento sin que se les permita salir al aire libre, bajo iluminación y vigilancia las 24 horas del día, con entre 6 y 8 horas de interrogatorios al día. China ha permitido tres visitas consulares al 1 de febrero de 2019. Durante la detención de Spavor, sus amigos notaron actividad sospechosa en sus cuentas de redes sociales, lo que los llevó a creer que los interrogadores chinos estaban accediendo a sus cuentas.
Andrei Lankov, un experto en Corea del Norte, expresó su sorpresa por el arresto de Spavor en este «juego de rehenes», diciendo que Spavor «es de orígenes muy humildes [y] definitivamente no es hijo de un CEO de una importante empresa canadiense». Los amigos describen a Spavor como «solo persiguiendo su amor por Corea» y «no realmente interesado en la política ... más apasionado por las cosas en una escala más pequeña: las interacciones entre personas y la amistad entre ciudadanos de diferentes países, independientemente del clima o cuestiones geopolíticas».
En el período previo a las primeras conversaciones diplomáticas de alto nivel entre funcionarios chinos y funcionarios estadounidenses que trabajan para Joe Biden, se anunció la fecha del juicio de Spavor. El 19 de marzo de 2021, una audiencia judicial cerrada de dos horas para Spavor terminó sin un veredicto inmediato y el Tribunal Popular Intermedio de Dandong declaró que establecería una fecha para publicar una decisión más adelante. Debido a que el caso involucraba la ley de seguridad nacional china, al encargado de negocios de la Embajada de Canadá en China se le negó la entrada para brindar asistencia consular. Diplomáticos de Estados Unidos, Países Bajos, Reino Unido, Francia, Dinamarca, Australia, Suecia y Alemania también buscaron tener acceso, pero se les negó. El 10 de agosto de 2021, un tribunal chino condenó a Spavor a 11 años de prisión y dijo que sería deportado, aunque no estaba claro cuándo.